# Smetanovy sady
Smetanovy sady (Nederlands: Smetanapark en Duits: Smetana-Park) is een stadspark in de Moravische stad Olomouc in Tsjechië. Het park is het grootste en oudste park in Olomouc en ligt ten zuiden van het historische stadscentrum. Het park is vernoemd naar de Tsjechische componist Bedřich Smetana. De Smetanovy sady worden door de straat Havlíčkova (Havlíčekstraat) van de Čechovy sady (Čechpark) gescheiden, waarmee het wel via een loopbrug verbonden is. Samen met de parken Čechovy sady en Bezručovy sady (Bezručpark) en de kleine parkjes Park pod dómem sv. Václava (Park onder de Sint-Wenceslauskathedraal), Park pod letním kinem (Park onder de Openluchtbioscoop) en Park Na střelnici (Park Bij de Schietbaan) vormen de Smetanovy sady een groene ring rond het historische stadscentrum. Sinds 1991 zijn de Smetanovy sady een cultureel monument (kulturní památka).

## Geschiedenis

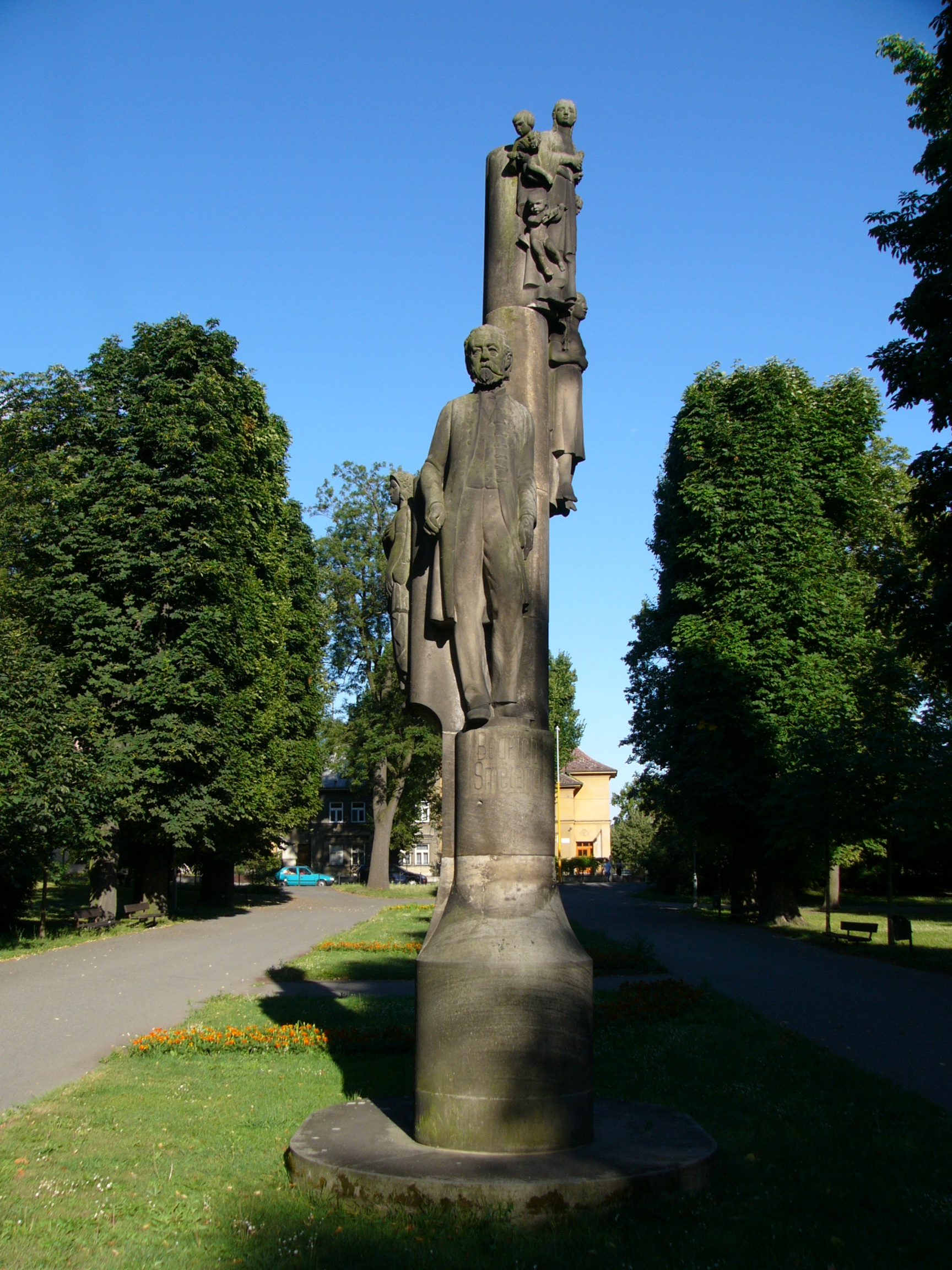
Standbeeld van Bedřich Smetana in de Smetanovy sady

Halverwege de 18e eeuw werd lag de voorstad van Olomouc, Povel, op de plaats waar tegenwoordig de Smetanovy sady liggen. Met de uitbouw van de vesting Olomouc werd Povel afgebroken en de glacis van de vesting hier aangelegd. De geschiedenis van de Smetanovy sady gaat terug tot de Rudolfovo stromořadí (Bomenrij van Rudolf), een allee aangelegd in 1820 door de aartsbisschop van Olomouc Rudolf Jan van Oostenrijk in het lege schootsveld van de vesting. In 1866 werd de bomenrij vanwege de Oostenrijks-Pruisische Oorlog verwijderd en na de Vrede van Praag werd in hetzelfde jaar een nieuwe allee geplant. Tot 1900 lag de Joodse begraafplaats in het park, een deel van de grafstenen is verplaatst naar de Centrale begraafplaats in Neředín.